# Nephelomys keaysi
Nephelomys keaysi is een zoogdier uit de familie van de Cricetidae. De wetenschappelijke naam van de soort werd voor het eerst geldig gepubliceerd door J.A. Allen in 1900.
De soort komt voor in Peru en Bolivia.